# Silly Boy
Silly Boy "(Chico Tonto en español)" es una canción electro-pop de la cantante neerlandesa Eva Simons, para su álbum debut como solista Rockstar. Fue producida por Tearce "Kizzo" Keaz. Tuvo una gran controversia debido a que se le adjudicó en autoría a otras cantantes.

## Antecedentes y controversia
La canción fue grabada por Eva y Kizzo en agosto de 2008. Fue escrita por M. Hamilton & T. Person. En abril de 2009 se filtró en YouTube la canción pero causó la gran conmoción cuando se anunció que era de la cantante barbadense Rihanna con la colaboración de la cantante estadounidense Lady GaGa. Desde entonces la canción se convirtió en una de las canciones más escuchadas llegando a tener cerca de 10 millones de visitas. En el momento de que Rihanna dijo mediante el blog de Kanye West (ya que se había dicho que si era una interpretación de Rihanna), que esta no fue canción de ella y que no hubo ninguna colaboración. Y es desde entonces que Simons anunció mediante su página de YouTube que la canción era de ella. Por ello se llevó un gran disgusto por parte de los fanes.
Los rumores de quien era la canción fueron confirmados por Eva Simons en una entrevista en la cual ella dijo quien fue el escritor de su primer sencillo como solista. 
EMI Music dijo: Eva ha tomado Internet como la tormenta que causó su canción y ya tiene una enorme base de fanes que está a la espera de más". "Silly Boy ha hecho su fabulosa energía y la gran fuerza de la personalidad en esta canción".
Según Rihanna tiene una versión de la misma canción, que va dedicada a su expareja Chris Brown, tras haber sufrido la agresión por parte de él. Esto fue anunciado mediante el blog de Kanye West, después de haber dicho que la canción no era de ella.

## Recepción de la crítica
Nick Levine de los medios de comunicación web Digital Spy fue el único que dio una crítica positiva de la canción, después de pasar tal controversia: "Afortunadamente, la pista es digna de tener su pedazo de escándalo. Toda la mezcla de sonidos entre ellos sintetizadores, guitarras eléctricas y golpeteos, además de letra puntiguada y un gran coro es una buena combinación en una canción". En cuanto a Simons en el video, "su estilo y su forma de bailar hace figurar una similitud con Elly Jackson en la forma del peinado."
Paul Lester de The Guardian mencionó que no es una gran canción, pero que su productor se merece una medalla y que se parece mucho a Poker Face, de Lady Gaga.

## Video musical
Fue dirigido por Micky Suelzer y Daniel Warwick y se estrenó el 30 de julio de 2009, tanto en el sitio web de Simons como en YouTube.
Se muestrá a la cantante bailando en el coro de la canción, y donde ella y sus bailarines se encuentran aparecen las letras de "Eva Simons" por detrás de ellos. El video comienza con la presentación de su nombre, y después se montan escenas de ella (con un gran peinado en forma de copete y un traje plateado brillante geométrico) y sus bailarines con pasos de robot; después se muestran escenas de ella manejando un coche a la par de que canta. Se intercalan las escenas hasta que ella baja del auto y se para en el para tomar un descanso (ahí tiene un traje negro cubierto con pajitas de plástico) y luego vuelve a subir para retomar su recorrido. Suponiéndose ella va en auto lamentadose y dando a entender que su expareja es un Chico Tonto.

## Lista de canciones
- CD single[1]

1. "Silly Boy" (Original Version) — 3:22
2. "Silly Boy " (Acoustic Version) — 3:32

- iTunes bonus track exclusivo

1. "Silly Boy" (Original Version) — 3:22
2. "Silly Boy" (Acoustic Version) — 3:32
3. "Silly Boy" (Dave Audé Radio Version) — 4:04
4. "Silly Boy" (Richard Vission Solmatic Mix) — 5:45

## Posicionamiento en listas
| Lista (2009)                    | Mejor posición |
| ------------------------------- | -------------- |
| Alemania (Media Control Charts) | 36             |
| Australia (ARIA)                | 45             |
| Austria (Ö3 Austria Top 40)     | 55             |
| Bélgica (Flandes) (Ultratop 50) | 12             |
| República Checa (Rádio Top 100) | 15             |
| Eslovenia (Airplay Chart)       | 50             |
| Finlandia (Singles Chart)       | 17             |
| Países Bajos (Dutch Top 40)     | 13             |
| Reino Unido (UK Singles Chart)  | 149            |
| Suecia (Sverigetopplistan)      | 51             |